# Bältespännarna

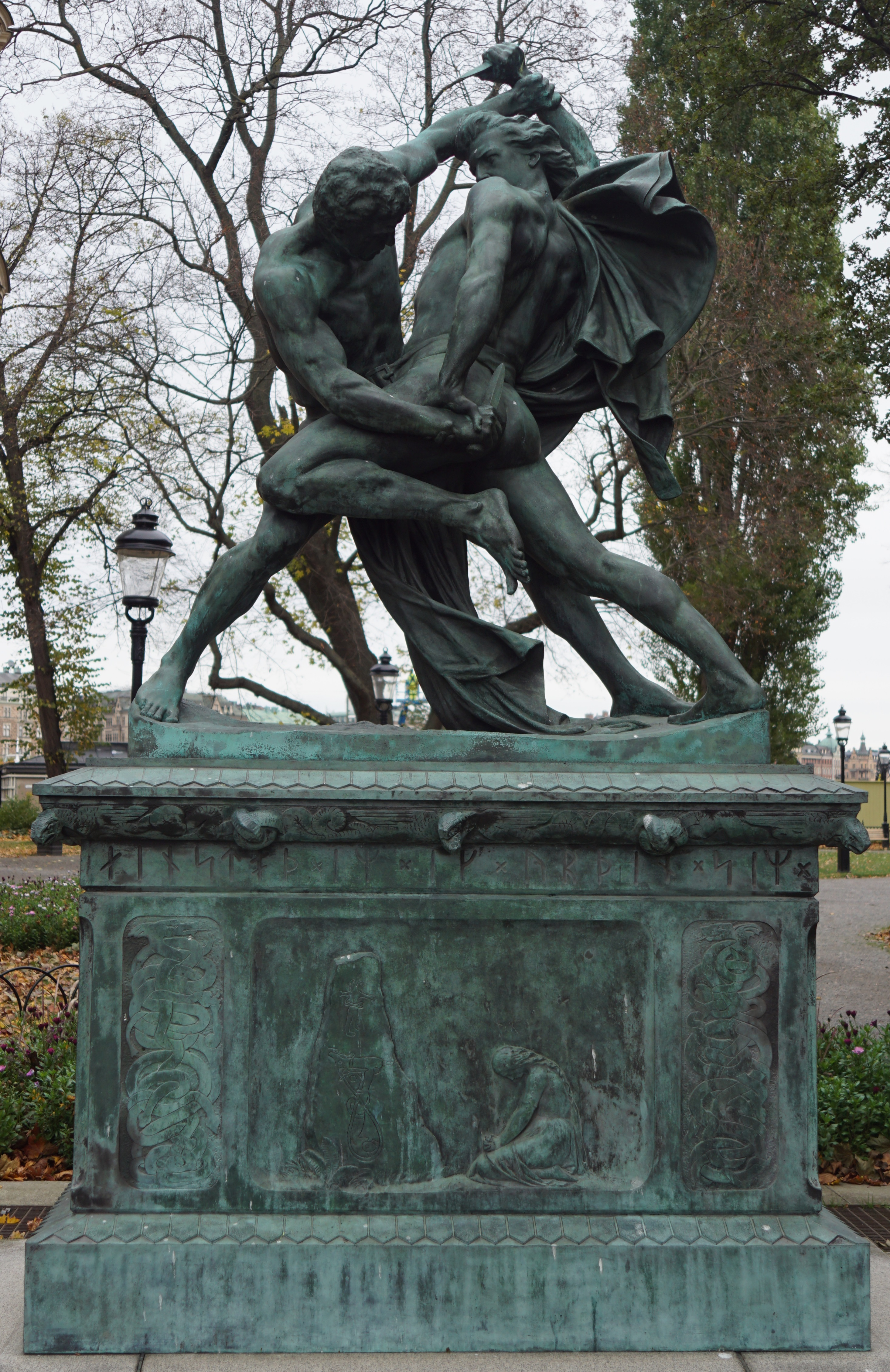
Bältespännarna (1867), Stockholm.

Bältespännarna (Zweeds voor 'riemgespen'), ook wel De messenvechters genoemd, is een sculptuur van Johan Peter Molin uit het midden van de negentiende eeuw voorstellende twee mannen die een duel uitvechten met messen. Dit beeld was Molins grote doorbraak als kunstenaar en werd populair in Europa. Het beeld werd in verschillende uitvoeringen gemaakt en is onder meer te vinden in het Bältespännarparken in Göteborg, in het museumpark van het Nationalmuseum in Stockholm, in het Vänersborgs museum en in het Mästarnas Park in Hällefors.

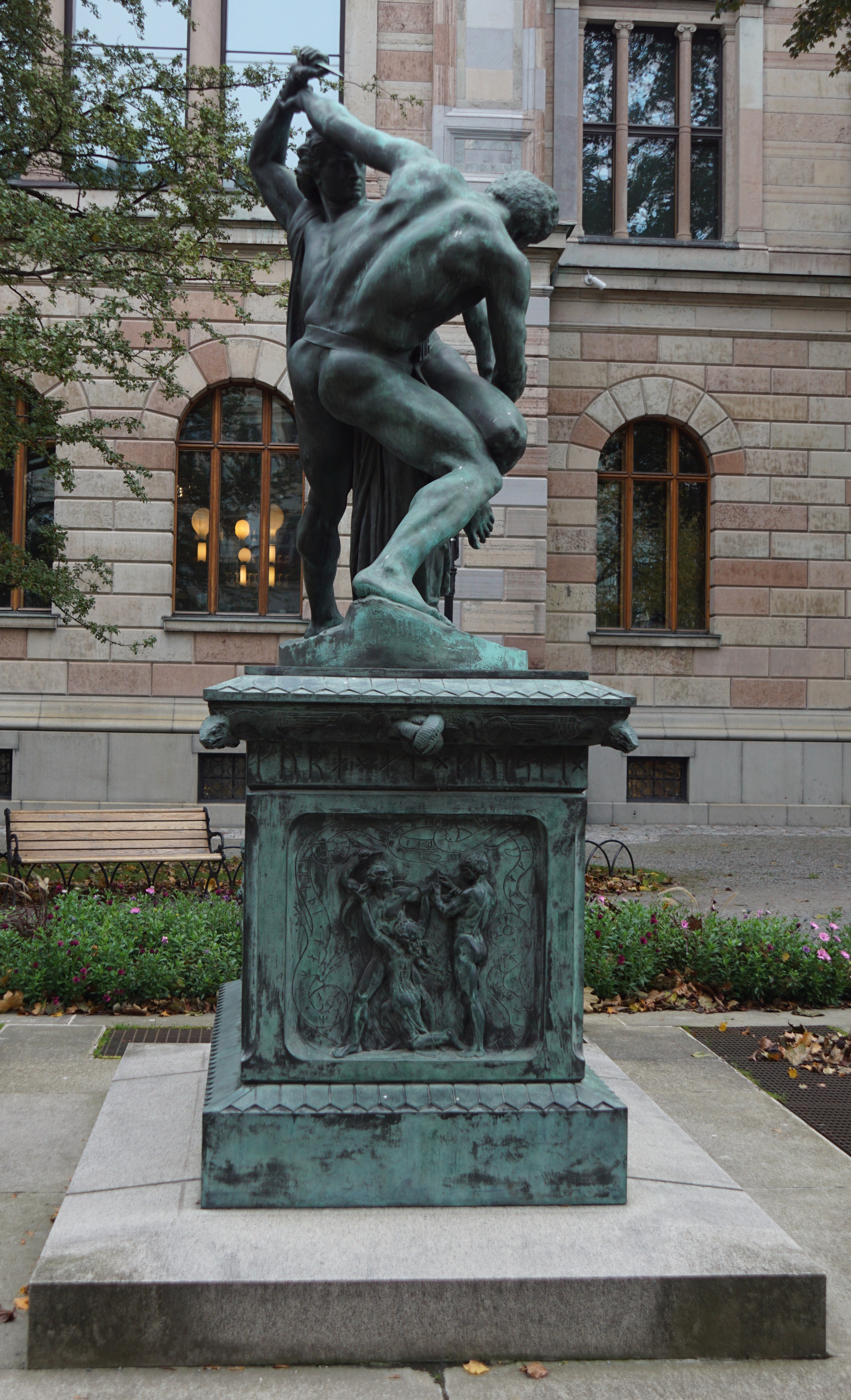
Bältespännarna (1867), Stockholm.

## Uitvoeringen
Het beeld staat op een rechthoekige sokkel waarvan op de vier zijden een ondiep reliëf is aangebracht met vier scènes van het drama. Verder is de sokkel voorzien van slingerende, slangachtige ornamenten met runen. Sommige versies hebben ook een rand met runen aan de bovenzijde van de sokkel. Deze rand mist in de vroege versies, zoals die in Göteborg. Het was lange tijd niet duidelijk of de runen een betekenis hadden, maar uit brieven van Molin bleek dat de runen refereren aan een tekst uit de oudnoordse Edda. Molin raadpleegde verscheidene taalkundigen om de tekst vertaald te krijgen in runen. De tekst in de horizontale runenrij komt uit Hamðismál, het lied van Hamdir, vijfde vers, waarin Guldrun klaagt over haar vermoorde dochter, waarna ze haar zonen Hamdir en Sörli oproept haar te wreken. 

   Ik sta alleen als een esp in het naaldwoud,
    verwanten zijn weggekapt als takken van dennen [...]

De runen in de kronkelende ornamenten zijn fragmenten uit Hamðismál en Hávamál.
Het eerste bekende gietstuk waarbij de horizontale bovenste runenrij is opgenomen, is de Stockholm-versie uit 1867.
Molin begon het beeld te schetsen in de jaren 1840-1850, waarbij hij als model voor de hoofden van de krijgers twee vrienden gebruikte, te weten Gunnar Wennerberg en Hans Forssell. In de herfst van 1858 toog hij naar Parijs waar hij het beeld voltooide. De eerste versie werd in 1859 in zink gegoten en datzelfde jaar in de Parijse salon getoond waar het beeld geen succes had. In 1860 werd het beeld getoond aan de Academie voor Schone Kunsten in Stockholm, wederom zonder succes. In 1862 werd een door Geiss in brons gegoten versie getoond in Berlijn waar het beeld wel werd opgemerkt. Molin kreeg onder meer de grote Pruisische gouden medaille voor de kunst. Het beeldhouwwerk kreeg een plek op de Wereldtentoonstelling van 1862 in Londen, waar twee exemplaren werden verkocht, eentje aan de stad Keulen en eentje aan een Engelse kunsthandelaar. De stad Göteborg bestelde een exemplaar in zink, die in eerste instantie in het Brunnsparken werd geplaatst en later in het Bältespännarparken. In 1867 bestelde het Nationaal Museum van Neurenberg een bronzen exemplaar, zo ook het Nationalmuseum van Stockholm. Het was Lenz-Herold die het beeld in Neurenberg goot. Bij de inhuldiging van het museum prijkte het beeld buiten de ingang, in de museumtuin.
Het zinken beeld in Göteborg leed zwaar onder corrosie waardoor het in 1872 geheel werd gerenoveerd, maar dat stopte de corrosie niet. In 1913  besloot men een nieuwe versie in brons te bestellen die in 1914 werd onthuld. Het originele zinken beeld werd door de stad Vänersborg gekocht, maar door verdere corrosie moest in de jaren zestig van de 20e eeuw het beeld door een nieuw gietstuk worden vervangen, waarna het beeld terechtkwam in het Vänersborgs-museum.
Het beeldhouwwerk werd dusdanig populair in Europa, dat foto's niet alleen werden opgenomen in kranten en kalenders, maar dat het andere kunstenaars inspireerde tot gedichten en romans. In Oostenrijk werd er een opera gesschreven. De kunstenaar Gustavsberg maakte een kleine variant van tachtig centimeter hoog die in de tweede helft van de negentiende eeuw aan de man werd gebracht.

## Exemplaren (selectie)
- een bronzen exemplaar uit 1914 in het Bältespännarparken in Göteborg
- een bronzen exemplaar uit 1867 in de  museumtuin van het Nationalmuseum in Stockholm
- een zinken exemplaar uit 1862/1872/1960-69 in de museumtuin van het Vänersborgs museum
- een exemplaar in het Mästarnas Park in Hällefors
- een zinken exemplaar in de tuin van Powerscourt (Ierland)[2]

## Reliëfs op de sokkel

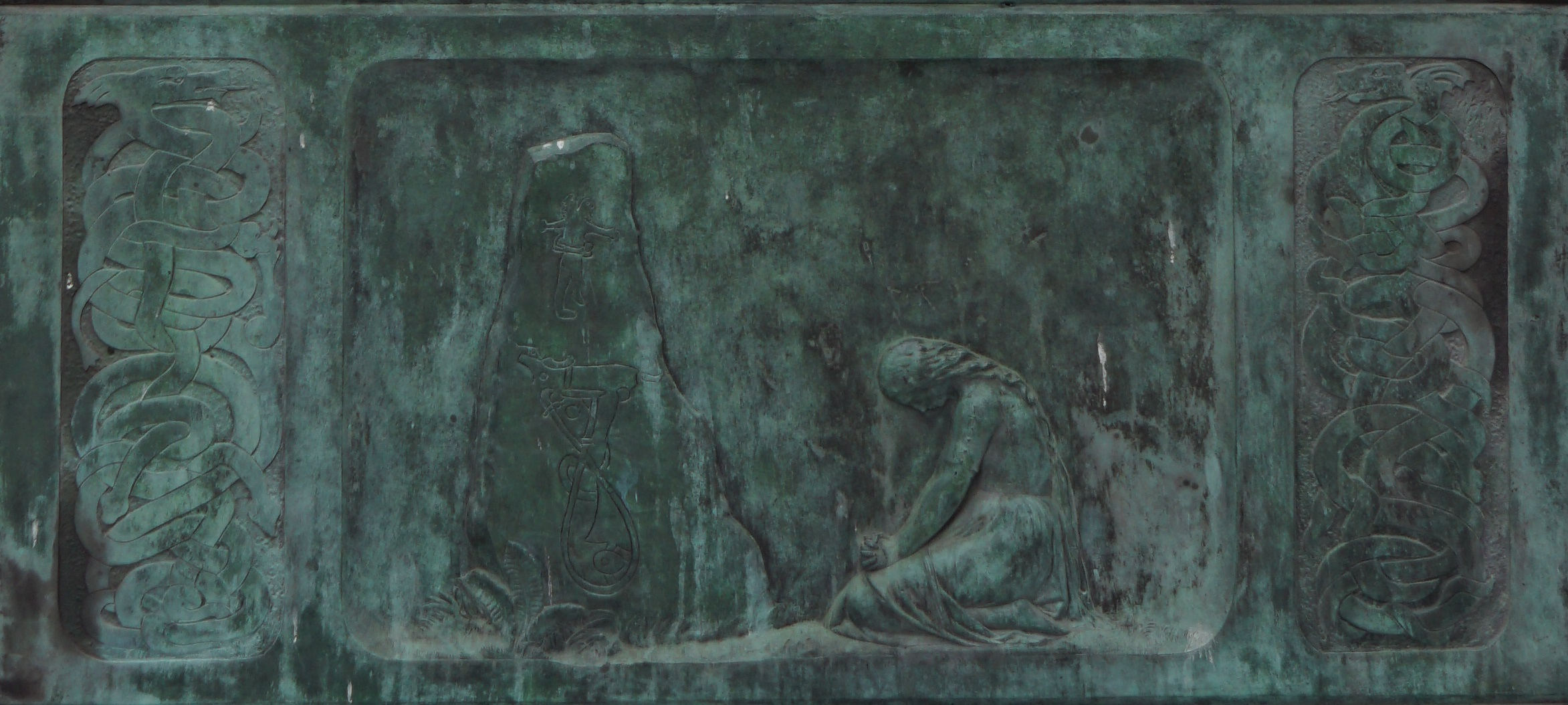
Reliëf (Stockholm)
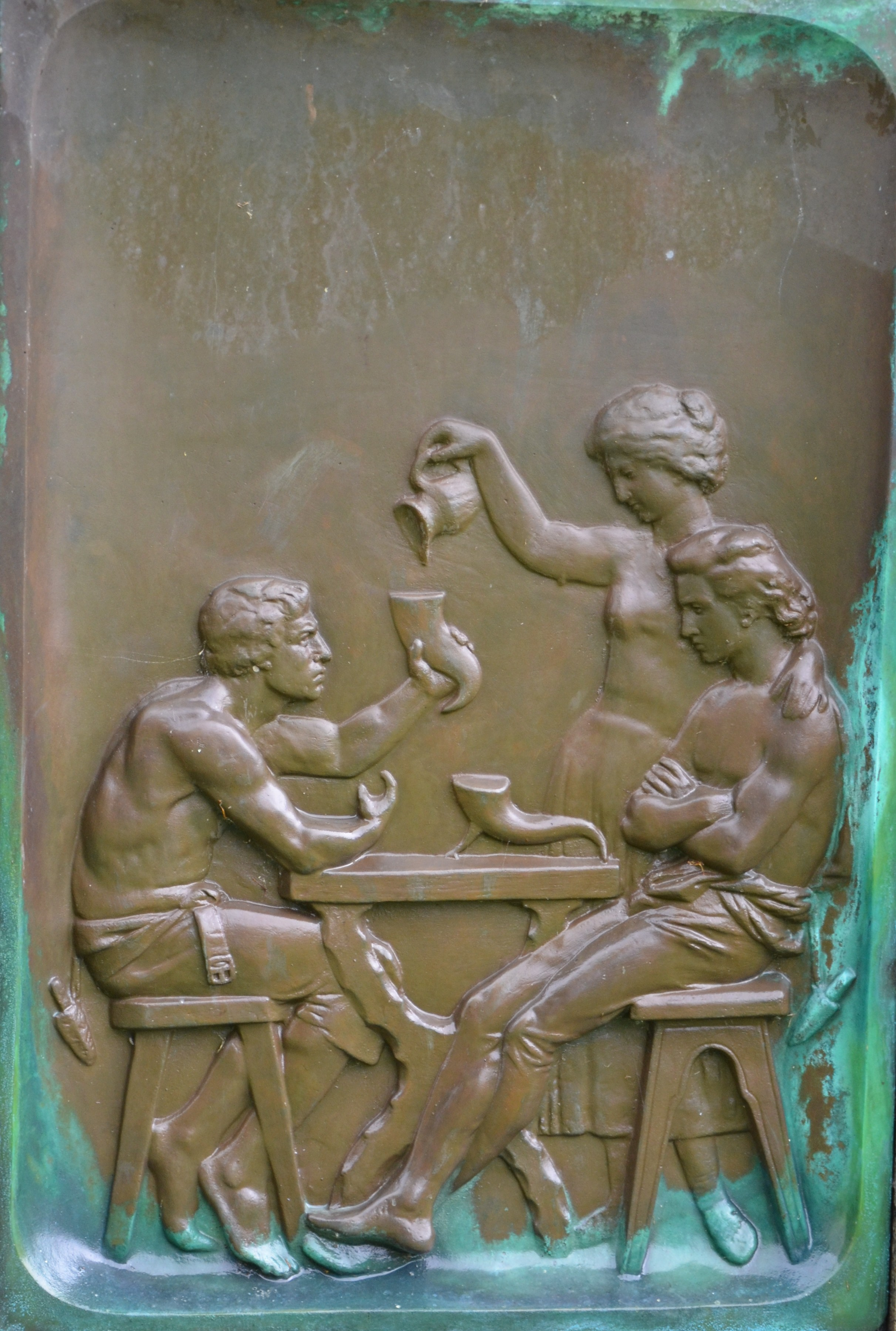
Reliëf (Vänersborg)
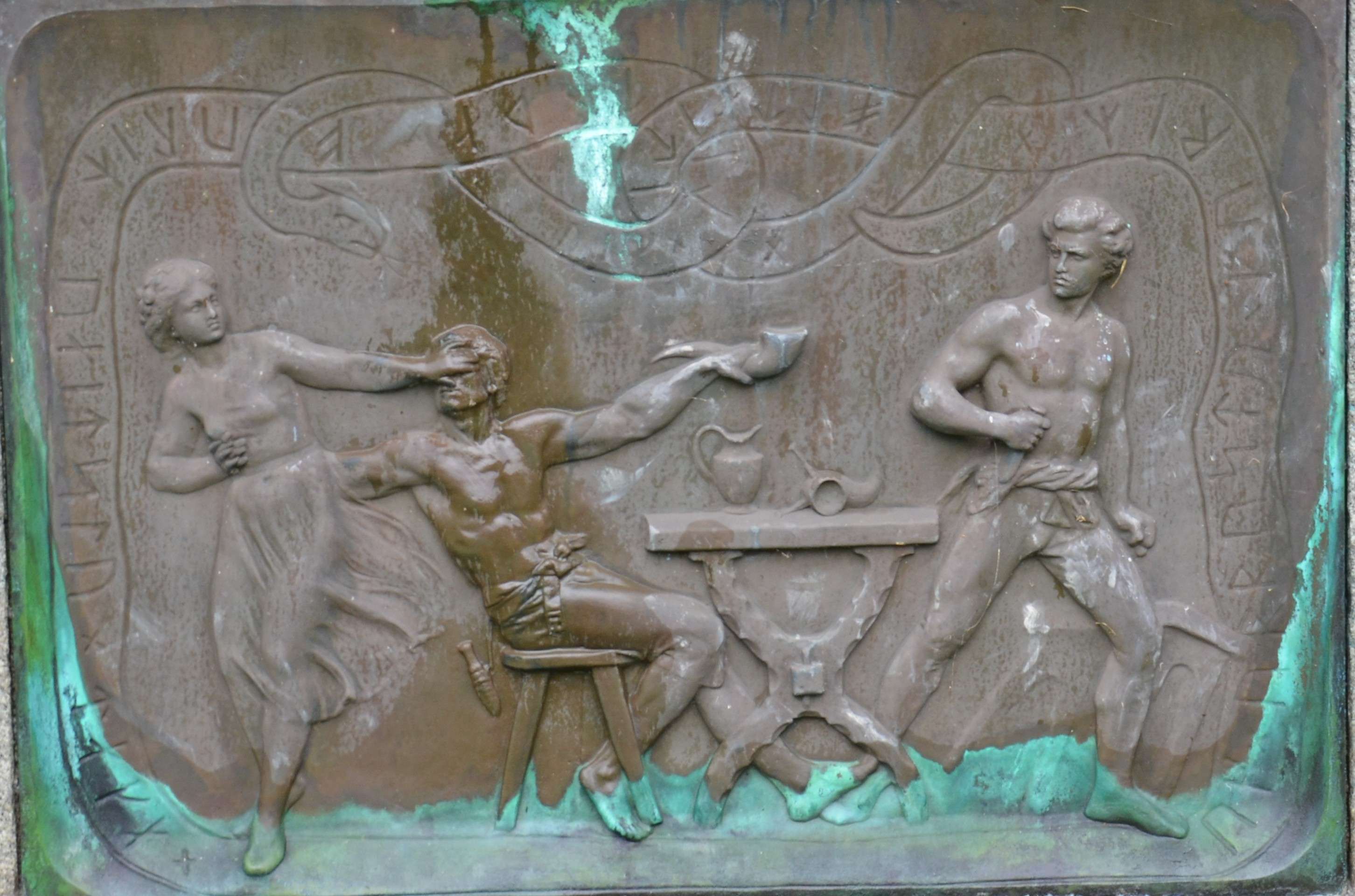
Reliëf (Vänersborg)
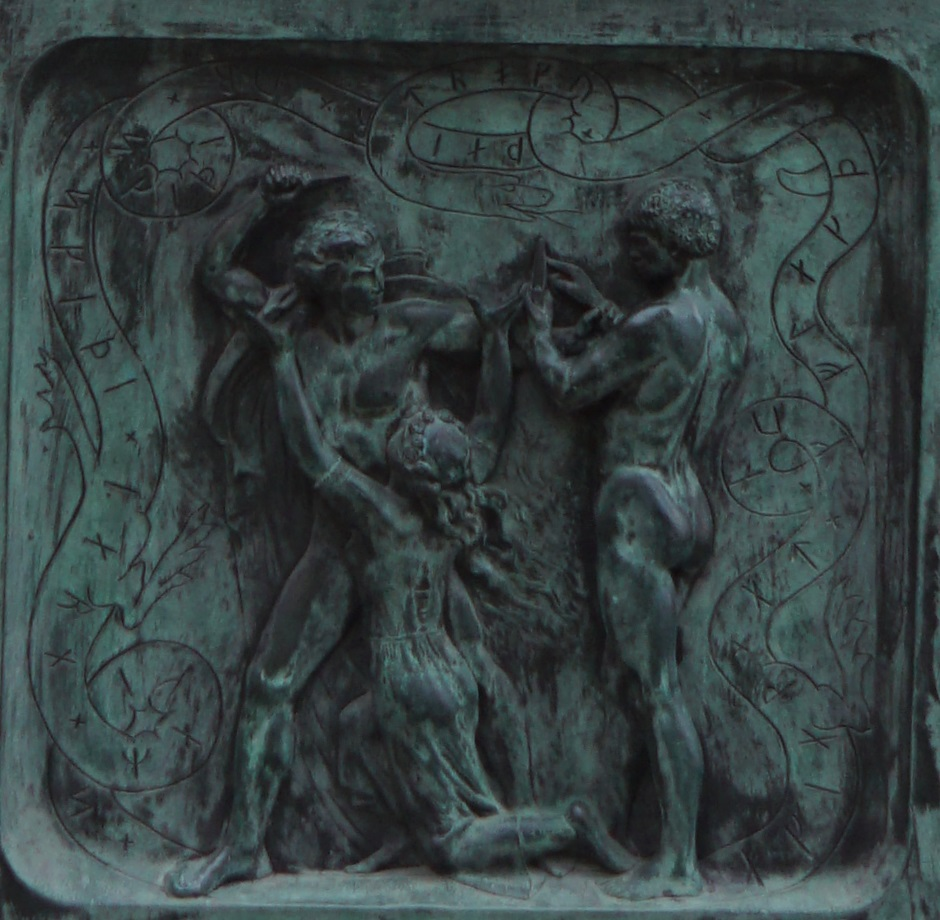
Reliëf (Stockholm)